# Paul Caron (homme politique, 1900-1988)
Pour les articles homonymes, voir Paul Caron et Caron.
Paul Caron, né le 17 mai 1900 et mort le 24 novembre 1988, est un homme politique français.

## Biographie
Fils d'agriculteurs, Paul Caron suit des études secondaires à Boulogne-sur-Mer avant de suivre la même voie professionnelle que ses parents.
Engagé dans le syndicalisme agricole dès les années 1930, il est élu conseiller municipal en 1932.
Mobilisé au début de la seconde guerre mondiale, il est fait prisonnier en 1940, et ne peut revenir en France qu'en 1942.
Membre du MRP après la Libération, il est élu conseiller général du Pas de Calais en 1946. En juin 1946, il prend la seconde place sur la liste du MRP menée par Jacques Vendroux pour l'élection de la seconde assemblée constituante, et est élu député.
Il rompt cependant avec Vendroux dans le courant de l'année, et tandis que celui-ci présente en novembre une liste autonome, mène celle du MRP, qui n'obtient que 22,9 % des voix, et un seul siège.
Réélu député, il s'intéresse essentiellement aux questions agricoles, défendant une politique des prix plus favorables aux cultivateurs.
Il se représente à nouveau en 1951, à la tête d'une liste du centre-droit, mais n'obtient que 12,2 % des voix, et perd donc son siège.
Cet échec met fin à sa carrière politique nationale.

## Détail des fonctions et des mandats
Mandat parlementaire
- 2 juin 1946 - 27 novembre 1946 : Député du Pas-de-Calais